# Udbyhøj Vasehuse
Udbyhøj Vasehuse is een plaats in de Deense regio Midden-Jutland, gemeente Randers, en telt 254 inwoners (2007).